# BC Rilski Sportist
El BC Rilski Sportist (en búlgaro: БК "Рилски Спортист")) es un equipo de baloncesto búlgaro que compite en la NBL, la primera división del país, en la Balkan League y en la tercera competición europea, la FIBA European Cup. Tiene su sede en la ciudad de Samokov. Disputa sus partidos en el Arena Samokov, con capacidad para 2500 espectadores.

## Resultados en la Liga Búlgara
| Temporada | División | Liga | Posición | Play-Offs        | Balkan League    | Competición Europea            |
| --------- | -------- | ---- | -------- | ---------------- | ---------------- | ------------------------------ |
| 2010–11   | 1        | NBL  | 4        | Semifinales      | Subcampeones     | -                              |
| 2011–12   | 1        | NBL  | 4        | Cuartos de final | Cuartos de final | -                              |
| 2012–13   | 1        | NBL  | 5        | Semifinales      | Terceros         | -                              |
| 2013–14   | 1        | NBL  | 6        | Cuartos de final | -                | Eurochallenge - Fase de grupos |
| 2014–15   | 1        | NBL  | 3        | Semifinales      | Subcampeones     | -                              |

## Palmarés
- Copa Búlgara
  - Campeón (2): 2016, 2018
  - Subcampeón (1): 2010

- Balkan League
  - Campeón (1): 2009
  - Subcampeón (2): 2011, 2015

## Jugadores destacados
| - Nicolás Carvacho - Emil Binev - Yordan Bozov - Krasimir Georgiev - Aleksandar Gruev - Simeon Iliev - Darin Ivanov - Mario Karailiev - Lubomir Kirov - Ivan Lilov - Martin Marinov - Ilko Nanev - Simeon Naydenov - Stanislav Slaveykov - Georgi Stankov - Damyan Stoyanov - Todor Todorov - Simeon Tsenov - Stanislav Vaklinov - Asen Velikov - Hristo Zahariev | - Ante Bilobrk - Aleksandar Ugrinoski - Jane Petrovski - Dragomir Marojevic - Žarko Rakočević - Dejan Dunovic - Nikola Jaksic - Ivan Jerenic - Gjorgje Jovanovic - Sasa Mijajlovic - Vladimir Mijovic - Dusan Milicic - Perica Mitic - Dragoslav Papic - Filip Vikosavljevic - Srdjan Zivkovic - Yevgen Oleynik - Sean Barnette - Cameron Bennerman - David Burgess | - Auston Calhoun - Ian Chiles - Adam Constantine - Braxton Dupree - Justin Gray - Corin Henry - Justin Neuhaus - Julian Norfleet - Travis Peterson - Rob Preston - Alphonso Pugh - Evan Ravenel - Terry Smith - Vernon Taylor - Will Walker - Aleksandar Radojevic - Dimitar Karadzovski - Branko Mirkovic - Oleg Pogorelov - Angelo Caloiaro |